# TARK
TARK (Tallinna Autode Remondi Katsetehas) – estoński konstruktor samochodów wyścigowych serii Estonia, istniejący od 1958 roku.

## Historia
Pierwszy samochód Estonia został zbudowany przez grupę entuzjastów w 1958 roku i był on zgodny z przepisami Formuły 3. W 1960 roku Centralny Autoklub Radziecki złożył zamówienie i TARK rozpoczął produkcję. Większość samochodów była projektowana i budowana dla lokalnych formuł (Formuła Wostok, Sowiecka Formuła 1), ale okazjonalnie również dla ważniejszych wyścigów europejskich. Po problemach finansowych TARK został sprywatyzowany i obecnie jako Kavor Motorsport produkuje części samochodowe i silniki. Ogółem TARK zbudował ponad tysiąc modeli samochodu Estonia.